# 深山雅史
深山 雅史（ふかやま まさし、1977年2月8日 - ）は、日本中央競馬会（JRA）・美浦トレーニングセンターの調教師。東京都出身。

## 来歴
立教高校から立教大学理学部物理学科に進学。高校は野球部、大学はレスリング部に所属した。大学の友人の影響で競馬を好きになり、競馬の世界へ進むことを決めるも両親からは「大学を卒業してまでやる仕事じゃない」と猛反対される。しかし競馬への熱は冷めず「競馬に近いところで仕事をしたい」と思い、競馬関係者のつてを辿っていったところ当時JRAの調教師だった橋口弘次郎と話す機会が設けられ橋口から「大学を卒業するなら調教師を目指した方がいい」とアドバイスを受け大学卒業後オーストラリアのゴールドコーストにある競馬学校トレインテック2000に入学する。1年3ヶ月生活し、馬学や基本的な馬の扱い方、騎乗などを勉強した。
帰国後北海道のノーザンファームに就職。1年8ヶ月ほど勤務し、2004年7月にJRA競馬学校厩務員課程に入学する。2005年2月から伊藤正徳厩舎で厩務員、調教厩務員となり2011年5月から調教助手を務めた。
2019年に8度目の挑戦でJRA調教師免許試験に合格し、同年2月末で所属していた伊藤正徳厩舎が定年となり同厩舎を引き継ぐ形で美浦トレセンに厩舎を開業した。
2022年5月28日に行われた葵ステークスでウインマーベルが勝利し、開業4年目で重賞を初制覇した。

## 調教師成績

### 概要
|            | 日付           | 競馬場・開催  | 競走名                     | 馬名             | 頭数 | 人気 | 着順 |
| ---------- | -------------- | ------------- | -------------------------- | ---------------- | ---- | ---- | ---- |
| 初出走     | 2019年3月10日  | 2回中京2日2R  | 3歳未勝利                  | ハクシンドリーム | 16頭 | 9    | 11着 |
| 初勝利     | 2019年5月4日   | 2回東京5日7R  | 3歳500万下                 | ペイシャネガノ   | 16頭 | 4    | 1着  |
| 重賞初出走 | 2019年9月7日   | 4回中山1日11R | 紫苑ステークス             | ウエスタンランポ | 15頭 | 15   | 15着 |
| 重賞初勝利 | 2022年5月28日  | 3回中京7日11R | 葵ステークス               | ウインマーベル   | 17頭 | 1    | 1着  |
| GI初出走   | 2021年12月12日 | 6回阪神4日11R | 阪神ジュベナイルフィリーズ | ヒノクニ         | 18頭 | 17   | 18着 |

## 主な管理馬
- ウインマーベル（2022年葵ステークス、2023年阪神カップ、2024年阪急杯、京王杯スプリングカップ）